# Слоун, Филип
Фи́лип (Фил) Сло́ун (англ. Philip "Phil" Slone, 20 января 1907, Нью-Йорк, Нью-Йорк — 4 ноября 2003, Уэст-Палм-Бич, Флорида) — американский футболист, полузащитник, участник первого чемпионата мира в составе сборной США.

## Биография
Занимался бейсболом, баскетболом, футболом. После окончания университета в 1929 году Слоун стал дипломированным юристом.

## Карьера

### Клубная
Ещё учась в университете, Слоун начал играть за команду «Нью-Йорк Хакоа» в Восточной лиге. Первый сезон в профессиональном футболе был сложным: Слоуну приходилось работать, учиться и играть матчи по выходным. После слияния Восточной Лиги с Американской Футбольной Лигой Слоуну пришлось перейти в «Нью-Йорк Джайантс».
В июне 1930 года Слоун покинул США, чтобы принять участие в первом чемпионате мира. По возвращении Слоун обнаружил, что в его отсутствие в Лиге произошли некоторые изменения, что вынудило его вновь сменить команду. Он подписал контракт с «Хакоа Олл Старз» и играл с ними до 1932 года, когда команда прекратила своё существование. После этого Слоун перебрался в «Нью-Йорк Брукхэттан» и провёл в составе этого клуба 7 сезонов, пока не закончил футбольную карьеру.

### В сборной
За национальную сборную Фил провёл лишь одну игру. На чемпионате мира 1930 года он не выходил на поле ни в одном из трёх матчей. Его появление на поле в футболке сборной США состоялось в августе того же года в игре против бразильцев.
Слоун был включён в Зал Американской Футбольной Славы в 1986 году. Он умер в Уэст-Палм-Бич, во Флориде в 2003 году.